# Caraísmo

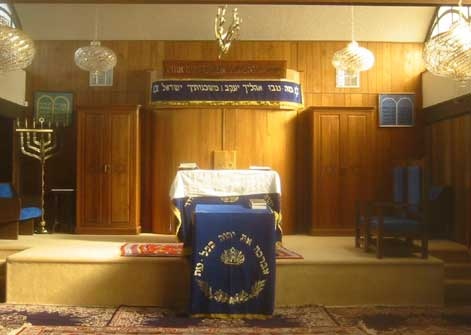
Sinagoga Caraíta Bnei Yisrael

Caraísmo é uma corrente da religião judaica, por isso melhor definida como Judaísmo Caraíta, que defende a crença única e absoluta em Deus e que sua revelação única foi dada através de Moisés na Torá (que não admite adições ou subtrações) e nos profetas da Tanach. Confiam na Providência Divina e esperam a vinda do Messias e a Ressurreição dos Mortos. Seguem um calendário baseado no Abib e com início de mês na lua nova vísivel.
A palavra caraíta (do hebraico קראים, qaraim ou bnei mikra, "Seguidores das Escrituras"), designa  uma das ramificações do judaísmo que defende unicamente a autoridade das Escrituras Hebraicas como fonte de Revelação Divina.
Rejeitam o judaísmo rabínico, e seu conceito de Torah Oral, como por exemplo o Talmud e a Mishná (aceitos pelo judaísmo rabínico). Não seguem costumes judaicos rabínicos como o uso de peiot, tefilin e afins, porém seguem todos aqueles com previsão expressa na Torah, como observância do Shabat, uso do Talit e Tsitsit, e leis dietéticas e de abate.

## História
Desde a época do Segundo Templo existiam grupos no judaísmo que defendiam a autoridade única e exclusiva da Torá escrita, em oposição aos que seguiam também as tradições posteriores conhecidas como a Torá oral. Entre as seitas que seguiam unicamente a Torá escrita estavam os tzadokim (saduceus) e os betusianos. Esses opunham-se aos perushim (Fariseus) que defendiam ter Deus lhes revelado, junto com  a Torá escrita, uma Torá oral, que era passada de geração em geração pelos estudiosos, mestres e profetas. 
Essas seitas continuaram a existir mesmo depois da destruição do Templo no ano de 70 d.C., mas com a queda de Jerusalém, a autoridade central representada pelo Templo deixou de existir, fortalecendo as comunidades locais e seus centros de estudo (sinagogas), que eram majoritariamente farisaicas. Esses fariseus posteriormente dariam origem ao judaísmo rabínico, compilando suas leis e tradições em sua obra conhecida como Talmud.
O Talmud no entanto  não foi aceito por parcela da comunidade judaica, que opôs forte resistência ao judaísmo rabínico. No séc. VIII d.C., o fariseu  Anan ben David organizou os diversos elementos anti talmúdicos e conseguiu convencer o Califa a estabelecer um segundo exilarcado para aqueles que não seguissem as práticas farisaicas. Os seguidores de Anan foram conhecidos como "ananitas" e posteriormente misturando-se a outras seitas anti-rabínicas e remanescentes dos saduceus, constituíram o grupo al-Annanya e depois foi chamado de Caraísmo.
O caraísmo obteve grande influência, chocando-se contra o judaísmo rabínico, mas este conseguiu sobressair-se no século X com Gaon Saadia. Mas o caraísmo ainda continuou existindo principalmente na Espanha, Rússia, Egito, Império Bizantino e Israel. Hoje ainda sobrevive em comunidades espalhadas pelo mundo, inclusive em Israel, onde conta com um departamento governamental que cuida dos seus interesses.
Para os leitores de língua portuguesa é importante frisar que este movimento durante a idade média também teve representação na península ibérica, nos deixando ao menos o nome de um sábio: Sid Ibn al Taras.
O caraísmo em toda sua história nunca representou de fato um movimento único, como atesta a historiografia judaica, e sim uma forte resistência de parte do povo judeu, a prática de novas leis, criadas no decorrer da história judaica, e no final da Idade Antiga denominada de lei oral.
Sem contar com uma liderança central, e com diversos pontos de vistas divergentes, entre seus grupos, o caraísmo não conseguiu fazer frente à unidade rabinista medieval, chegando ao século XX, como uma minoria quase desconhecida mundialmente.
Em tempos recentes existe uma tentativa de revitalização, por parte do chamado "Movimento Caraíta Mundial", um grupo americano israelense(Judeus ashkenasi anglo-americanos), que não aceita como judeu leitor nenhum outro grupo, mesmo que este grupo excluído possua história anterior a existência dos neo-caraítas, reclamando para si a exclusividade na autoridade de converter alguém à filosofia caraíta.

## Doutrinas
Para os caraítas, apenas o Tanakh tem uma revelação divina e, como tal, nenhuma pessoa pode advogar-se a dar sua interpretação à Torá. Sendo assim, os caraítas dão uma grande ênfase ao cumprimento literal da Torá, como pode ser visto por meio do cumprimento de alguns mandamentos.
O judaísmo caraíta contrasta-se ao judaísmo rabínico ao desconsiderar a Torá Oral e enfatizar apenas o valor da Torá Escrita, o que o leva a desprezar a autoridade advogada por qualquer outra escritura fora do Tanakh, como o Talmude, o Novo Testamento cristão e outros textos. 
Os caraítas seguem um calendário móvel baseado na Lua Nova, ao contrário dos rabinistas, que seguem um calendário fixo. Desta forma, os caraítas iniciam seu mês com o início da Lua Nova visível, e seu ano se inicia no mês de Abib, quando a cevada se torna madura nos campos de Israel.